# Banyeres de Mariola
Banyeres de Mariola è un comune spagnolo situato nella comunità autonoma Valenciana.